# Shakermaker
〈Shakermaker〉는 리드 기타리스트 노엘 갤러거가 작곡한 영국의 록 밴드 오아시스의 곡이다. 이 곡은 1994년 6월 13일에 싱글곡으로 처음 발매되었고 이후 오아시스의 데뷔 음반 《Definitely Maybe》에 발매되었다. 싱글은 영국에서 11위로 정점에 달했다. 이 곡은 또한 탑 오브 더 팝스에서 밴드가 부른 첫 곡이었다. 그 곡은 영국 축음기 협회에 의해 실버로 인증을 받았다.

## 참여 인원
- 리암 갤러거 - 리드 보컬, 탬버린
- 노엘 갤러거 - 리드 기타, 베이스, 백 보컬
- 폴 아서스 - 리듬 기타
- 토니 맥캐롤 - 드럼

## 인증
| 국가                       | 인증 | 판매량/출하량 |
| -------------------------- | ---- | ------------- |
| 영국 (BPI)                 | 실버 | 200,000^      |
| ^출하량을 기반으로 한 인증 |      |               |